# Badis badis
Pour les articles homonymes, voir Badis.
Espèce
Statut de conservation UICN

 LC  : Préoccupation mineure
Badis badis, parfois appelé perche bleue, est une espèce de poissons indiens de la famille des Badidae (ou des Nandidae selon les classifications).

## Description
C'est un poisson généralement brun avec des points bleus sur les côtés, même s'il peut changer de couleur en fonction de son humeur (stress, …) Les mâles sont plus colorés et ont l'abdomen concave. Ce poisson mesure entre 6 et 8 centimètres, et vit dans des eaux douces comprises entre 23 et 27 °C.
C'est un omnivore qui consomme de petites proies (daphnies et artémias vivantes en aquarium).